# Galeria de vallencs il·lustres
Des del 1791, cada any acabat en u, Valls celebra les Festes Decennals de la Mare de Déu de la Candela. L'any 1891, en el centenari de la institució de les Festes Decennals, es va crear la Galeria de Vallencs Il·lustres, o Galeria de Ciutadans Il·lustres, actual denominació oficial, situada al saló de sessions de l'Ajuntament. L'espai està situat a la sala de plens de l'Ajuntament, a la plaça del Blat. Des de llavors, cada deu anys, Valls ret homenatge a un ciutadà amb la distinció de fill il·lustre i penja el seu retrat a la Galeria. El 1891 Indaleci Castells, com a ideòleg i el coordinador general d'aquest centenari de la institució de les Festes Decennals, és el màxim responsable de la creació d'aquesta "Galeria de Ciutadans Il·lustres".
Vallencs com el pintor gòtic Jaume Huguet, l'escultor barroc Lluís Bonifaç i Massó, l'escriptor realista Narcís Oller i Moragas, l'arquitecte modernista Cèsar Martinell i Brunet, l'orfebre i pintor Jaume Mercadé i Queralt, el músic Robert Gerhard i Ottenwaelder… formen part d'aquesta galeria. Els quadres sempre han estat encarregats a destacats pintors vallencs o relacionats amb la ciutat, d'entre els quals cal destacar Francesc Galofre Oller, autor d'una bona part d'aquests retrats.
Dins de les festes del 2011, tres ciutadans més tingueren l'honor de figurar en aquest emblemàtic espai; es tracta de la nissaga Català-Roca: el fotògraf Pere Català i Pic i els seus fills, també fotògrafs, Francesc Català Roca i Pere Català i Roca, que van ser pintats per l'artista de Cabra del Camp Enric Adserà Riba. Aquest acte és un dels moments més celebrats i importants de les festes i el passat 2011 tingué lloc el dissabte 29 de gener.